# 1708
- Wikisource

| Calendário gregoriano                                                        | 1708 MDCCVIII                       |
| Ab urbe condita                                                              | 2461                                |
| Calendário arménio                                                           | 1157 – 1158                         |
| Calendário bahá'í                                                            | -136 – -135                         |
| Calendário budista                                                           | 2252                                |
| Calendário chinês                                                            | 4404 – 4405 Início a 23 de janeiro  |
| Calendário copta                                                             | 1424 – 1425                         |
| Calendário etíope                                                            | 1700 – 1701                         |
| Calendários hindus - Vikram Samvat - Calendário nacional indiano - Cáli Iuga | 1763 – 1764 1629 – 1630 4808 – 4809 |
| Calendário Holoceno                                                          | 11708                               |
| Calendário islâmico                                                          | 1120 – 1121                         |
| Calendário judaico                                                           | 5468 – 5469                         |
| Calendário persa                                                             | 1086 – 1087                         |
| Calendário rúnico                                                            | 1958                                |
| Calendário solar tailandês                                                   | 2251                                |

1708 (MDCCVIII, na numeração romana)  foi um ano bissexto do século XVIII  do actual Calendário Gregoriano, da Era de Cristo, e as suas letras dominicais foram  A e G (52 semanas), teve início a um domingo e terminou a uma segunda-feira.
| Ano completo                       |
| ---------------------------------- |
| Ano bissexto com início ao domingo |

## Setembro
- 19 de Setembro - Uma esquadra naval, comandada pelo pirata Francês René Duguay-Trouin formada por 8 naus de linha e 3 navios Corsários de grossa artilharia, atacam as Velas, não tendo no entanto conseguido entrar no Porto de Velas defendido pelo Sargento Mor Amaro Teixeira de Sousa.
- 20 de Setembro - O ataque logrado a 19 de mesmo mês inicia-se de novo com uma esquadra naval, comandada pelo francês Duguay-Trouin constituída por 8 naus de linha e 3 navios corsários de grossa artilharia à Vila das Velas, ilha de São Jorge, Açores. À segunda tentativa lançaram em terra mais de 500 homens que saquearam as igrejas e casas da referida vila.
- Setembro - O Forte de São Sebastião com o apoio da artilharia da Fortaleza de São João Baptista, impediu a armada de René Duguay-Trouin, de atacar Angra do Heroísmo, como atacou as Velas, na Ilha de São Jorge.

## Outubro
- 27 de Outubro - Casamento do rei João V de Portugal com a arquiduquesa Maria Ana de Áustria

## Novembro
- Novembro - Massacre de Ouro Preto. Começa a Guerra dos Emboabas nas Minas Gerais.

## Dezembro
- 26 de Dezembro - Doação da capitania da ilha Graciosa, Açores a D. Rodrigo Sanches Farinha de Baena.

## Nascimentos
- 23 de Agosto - Dom Frei João Evangelista Pereira da Silva, português, bispo de Belém do Pará
- 2 de Outubro - José de Mascarenhas da Silva, Duque de Aveiro (m. 1759)

## Mortes
- 17 de Novembro - Ludolf Backhuysen, pintor germano-neerlandês (n. 1630)

## Por tema
- 1708 na arte
- 1708 na ciência